# Passage des Rondeaux
Le passage des Rondeaux est une voie du 20e arrondissement de Paris, en France.

## Situation et accès
Le passage des Rondeaux est situé dans le 20e arrondissement de Paris. Il débute au 88, rue des Rondeaux et se termine au 26, avenue Gambetta.

## Origine du nom
Ce passage doit son nom à la proche rue des Rondeaux.

## Historique
Cette voie, ouverte par la Ville de Paris, n'est bordée d'immeubles que d'un seul côté depuis son alignement sur l'avenue Gambetta qui a absorbé l'autre côté par un décret du 28 novembre 1924.